# Chiamatemi Boy George
Chiamatemi Boy George (Edge of Seventeen) è un film del 1998 diretto da David Moreton e sceneggiato dallo stesso Moreton e da Todd Stephens.
l film è stato presentato per la prima volta al New York Lesbian, Gay, Bisexual e Transgender Film Festival nel giugno 1998 e, successivamente, al Sundance Film Festival del 1999, poco prima di ottenere un rilascio limitato nei cinema nel giugno 1999.

## Trama
Sandusky, Ohio, 1984: Eric Hunter è un adolescente ossessionato dagli Eurythmics. Eric e la sua migliore amica, Maggie, accettano un lavoro estivo nel food service al Cedar Point, in cui fanno amicizia con la loro manager lesbica, Angie, e con uno studente universitario gay di nome Rod. Tra i due ragazzi volano scintille. Eric e Rod escono insieme, per un appuntamento, ma poi Rod torna immediatamente in Ohio. L'incontro lascia Eric con sentimenti contrastanti, ma ora è più sicuro della propria sessualità. Dopo aver iniziato il suo ultimo anno di liceo, Eric inizia a cambiare aspetto tingendosi la metà superiore dei suoi capelli e indossa abiti più effeminati. Ciò crea dei problemi con i suoi genitori e Eric viene a sapere che sua madre avrà un lavoro part-time in un multisala locale per aiutarlo a studiare musica a New York. Durante una festa con Maggie diversi ragazzi della loro scuola apostrofano Eric con svariati insulti gay che lo fanno arrabbiare
Più tardi, quella notte, Eric si avventura nella discoteca gay "The Universal" in cui rincontra Angie che gli dice di non preoccuparsi di quello che pensano gli altri. Balla con un ragazzo che poi lo porta alla sua auto dove ha un rapporto sessuale con lui anche se, poco dopo, se ne va via. Frustrato da un'esperienza sessuale senza sentimento chiama Rod, che a prima vista sembra felice di sentirlo, ma poi dice a Eric che probabilmente non dovrebbe chiamarlo più. Eric poi va a casa di Maggie dove alla fine le fa coming out. Maggie non sembra essere così sorpresa dalla cosa dato che già sospettava il rapporto di Eric con Rod, ma comunque lo conforta. Eric inizia ad andare frequentemente al "Universal" e si sente accettato da Angie e dalla sua stretta cerchia di amici. Mentre aspetta di incontrarsi con Maggie, una notte, Eric incontra uno studente del college locale di nome Jonathan. Quando Maggie arriva al club viene criticata dagli amici di Angie per essere la "fag hag" di Eric e per questo se ne va. Eric segue Maggie, ma lei rimane arrabbiata con lui per averla portata li.
Eric torna al club per trovare Jonathan solo per scoprire che se ne è già andato. Va nei dormitori dell'Ohio State nella speranza di trovarlo ma trova Rod. I due vanno nella stanza di Rod dove fanno sesso. Eric si mostra a disagio durante il rapporto e se ne va dopo che Rod si è addormentato. Quando Eric torna a casa gli viene tesa un'imboscata da sua madre, Bonnie, che gli fa una predica per il suo recente comportamento e il suo aspetto dicendo che per questo la gente ha un'idea sbagliata di lui. Eric se ne va e va a trovare Angie. Mentre è a casa di Angie spiega ad Eric che è difficile "accettare te stesso per quello che sei veramente" e che "dovrebbe darsi un po 'di tempo". Si rimette insieme con Maggie ma si rende presto conto che è stato un errore dopo aver fatto sesso con lei. A questo punto Maggie rompe definitivamente la loro amicizia. Una volta tornato a casa la madre di Eric lo affronta per un paio di scatole di fiammiferi che ha trovato nei suoi vestiti proveniente dal locale gay. Il film si conclude con Eric che torna al bar proprio mentre Angie inizia a cantare.  Qui reincontra Jonathan. È sottinteso che dopo il liceo andrà a New York per il college e che vivrà la vita che vuole vivere.

## Produzione
Il film ha goduto di un budget di 1.5 milioni di dollari americani.
Mentre parte del film è stata ambientata presso l'Ohio State University, una parte delle riprese è stata effettuata all'Oberlin College.
Gran parte delle riprese ha avuto luogo a Sandusky, nell'Ohio, con le scene del parco dei divertimenti girate al Cedar Point di Sandusky.

## Accoglienza

### Incassi
Il film ha incassato 871.759 dollari americani.

### Critica
Chiamatemi Boy George detiene il 76% di recensioni positive sull'aggregatore di recensioni Rotten Tomatoes, con una valutazione media di 6,2 / 10.
Stephen Holden del New York Times ha scritto: "Le insicurezze e i turbolenti desideri dell'adolescenza sono stati raramente ritratti più fedelmente sullo schermo che in Edge of Seventeen (titolo inglese del film), l'ultimo e più toccante in una recente ondata di film sugli adolescenti".

## Riconoscimenti
1998 Outfest
- Premio del pubblico
  - Migliore narrazione (David Moreton)
- Premi della giuria
  - Migliore narrazione (David Moreton)
  - Sceneggiatura eccezionale (Todd Stephens)

1998 San Francisco International Lesbian & Gay Film Festival
- Premio del pubblico
  - Migliore narrazione (David Moreton)

2000 GLAAD media Award
- Candidatura nella categoria miglior film della piccola distribuzione

## Colonna sonora
Musiche della colonna sonora del film
1. "Right by Your Side" – Eurythmics
2. "Smalltown Boy" – Bronski Beat
3. "Wishing (If I Had a Photograph of You)" – A Flock of Seagulls
4. "Obsession" – Animotion
5. "The Politics of Dancing" – Re-Flex
6. "Love Plus One" – Haircut One Hundred
7. "Destination Unknown" – Missing Persons
8. "So Many Men, So Little Time" – Miquel Brown
9. "High Energy" – Evelyn Thomas
10. "Mickey" – Toni Basil
11. "Why?" – Bronski Beat
12. "Modern Love Is Automatic" – A Flock of Seagulls
13. "In the Name of Love" – Thompson Twins
14. "You're My World" – Cilla Black
15. "Blue Skies" – Lea DeLaria